# Крешимир Блажевић
Крешимир Блажевић - Крешо (Славонски Брод, 27. јануар 1958 — Загреб, 19. март 2007) је музичар, глумац, писац, новинар, певач и оснивач бенда Аниматори.
Осим што се показао као изврстан музичар, био је такође и необичан песник непосредног израза, слободних схватања, а опет промишљен и продуховљен. Објавио је збирку поезије "И једне и друге", књигу приповетака "Сам у колони" и прву домаћу рок аутобиографију "Остат ћу млад" (2003). Писао је музичке критике у часописима "Вијенац", "Кана" и "Цантус". Аниматоре је основао 1982. године и врло брзо након тога постали су један од најпопуларнијих бендова, када су и настали њихови највећи хитови, попут "Љето нам се вратило", "Анђели нас зову да им скинемо крила", "Остат ћу млад" Мале цурице"," Касно је за просинац" и многи други.
Као магистар наука кретао се инвентивно темама етнологије и компаративне књижевности, повезујући тако митологију народа са музичким мотивима.

## Биографија
Познат и као "хрватски Елвис Костело", Крешо је рођен 1958. године у Славонском Броду где је завршио реалну гимназију и основну музичку школу за виолину и гитару. На Филозофском факултету у Загребу дипломирао је етнологију и компаративну књижевност. Радио је све што се у музици може радити. Од 1982. интензивно се бави музиком када је основао властиту групу Аниматори те у њој био композитор, текстописац, певач и гитариста.
Аниматори су врло брзо по оснивању постали јадан од најпопуларнијих бендова новог таласа на простору бивше Југославије а њихове ресме снимљене током осамдесетих година још и данас трају, те не остављају равнодушнима ни све генерације које су наступиле после. Крешо се у својој аутобиографији објављеној 2003. године под називом "Остат ћу млад", присећа својих младалачких година, настанка бенда, живота рокенрол звезде и свега онога што је везано уз то. Такође откривена прича о времену које је имало своје хероје, велике и мале, а један од њих био је и сам аутор. Крешо Блажевић био је један од најнадахнутијих домаћих интерпретатора који су стварали младалачке химне безбрижности и наивности.
“Сви моји драги Броце чијих се лица не сјећам, или их не препознајем у првом трену, не љутим се. А ако ми замјерате отиђите на Корзо. Тамо гдје сте ви стајали и покушали се сјетити свих оних који су туда пролазили. Можда се сјетите некога до кога вам је стало. Ја ћу сигурно, када дођем за Сисвете у Брод, отићи до својих старих места. И до Корза, наравно. А онда, навечер према ливади иза школе Владимира Назора (зове ли се још тако и постоји ливада) гдје сам постао заправо човјек који је схватио да тако лако може повриједити јако драго биће да га то мучи цијели живот. Па ни пријатељима на Корзу да се сви одједном нађемо тамо. Али то је већ трећа прича. И они су сви ионако знају. ”

-Крешимир Блажевић, "Док лежим цијели дан у сијени", Славонски Брод, 2003.
Године 1989. био је музички уредник и организатор програма у клубу "Кулушић", те музички продуцент. Године 1991. радио је као уредник издаваштва у Цроатиа Рецордсу. На Филозофском факултету у Загребу дипломирао је етнологију и компаративну књижевност.
Објавио је збирку поезије "И једне и друге" и књигу приповетки "Сам у колони". Писао је музичке критике у часописима "Вијенац", "Кана" и "Цантус". Члан је "Хрватског друштва складатеља", "Хрватске глазбене уније", чији је један од оснивача, а његова кратка биографија налази се и у издању Свеучилишта "Цамбридге Вхо ис Вхо ин Популар Мусиц". Године 2001. заједно са Бранком Богуновићем Пифом је снимио албум "Јулија је бацила свој кревет кроз прозор". Аутор је прве домаће рок аутобиографије, назива "Остат ћу млад".
Године 2006. са саставом Кулен Ганг снима обраду своје пјесме "Док ја лежим цијели дан у сјени", а изводи је заједно с фронтменом Звонимиром Ћосићем. За песму је такође снимљен и видеоспот који се у мало лошијем квалитету може погледати на јутубу.

## Смрт и период након тога
Крешимир Блажевић је умро у 49. години живота 19. марта 2007. године у Загребу. Последњи испраћај нашег драгога Брођанина, одржан је у петак, 23. марта на загребачком гробљу Мирогој, у 11 сати.
Дана 20. јуна 2007. године у Творници културе одржан је велики концерт у знак сећања на Крешимира Блажевића. Концерт је трајао више од два и по сата, а на њему су наступили бројни Крешини пријатељи и музичари из времена новог таласа. Осим Аниматора (Зоран Хараминчић, Горан Маркић, Риста Ибрић и Ватрослав Маркушић), наступили су још и Дарко Рундек, Зоран Предин, Аки Рахимовски, Ренато Метесси и Звијезде, Бранко Богуновић-Пиф, Нено Белан, Срђан Гојковић Гиле, Марина Перазић, те кћерка Креше Блажевића, Хана са својим бендом, док је постава Хакуна Матата, с којом је Блажевић последњих година често наступао, била музичка пратња неким извођачима.
Накладничка кућа "Фрактура" 3. децембра 2007. године у Загребу, направила је представљање младе "Цигарете и таблете" и промоцију ЦД -а "Остат ће млад" - Сјећање на Крешу Блажевића, у издању Даллас Рецордса. "Цигарете и таблете" је збирка двадесетак кратких прича у којима се Крешо приказује као писац с великом распоном темом, склон детаљима и минуциозан при описивању. У већини ових прича спомиње се његово најраније доба одрастања, школовања те први звуци гитаре у родном граду. Слично као и његове рок-песме, приче из збирке "Цигарете и таблете", потпуно су заокружене минијатуре. Албум садржи 19 песама снимљених 20. јуна 2007. године током концерта посвећеног прерано преминулом Креши у загребачкој Творници. На њему се налазе сви велики хитови Аниматора у изведби разних извођача, а између осталих ту је и песма "Док ја лежим читав дан у сјени", коју је отпјевао Брођанин Звонимир Ћессемила и његове Звијезде, те "Мале цурице" коју је отпевала Хана Блажевић (ћерка Креше Блажевића) у пратњи оригиналних Аниматора.

## Рок меморијал "Остат ћу млад"
У Славонском Броду сећање на Крешимира Блажевића одржава се редовно од 2008. године. Главни организатор је Грађанско удружење "Камелеон" и мрежа са најближим Крешиним пријатељима. Рок меморијали су почели да се одржавају од 2010. године када је први под називом "Остат ћу млад" одржан у "Пубу С 'Оливер". Наступили су састави: Ацоустиц Миррорс, Бродски Блуес Банд, Чврсти момци, Ел Дорадо, Ксцханге, Само нас четворо и певамо.
Следеће године меморијал се одржао у кафе бару "Алфа". Програм је био подељен у два дела. У првом се свирала акустична музика и читала Крешина поезија док је други део био резервисан за наступе електричних бендова. Први је на сцену изашао Бродски Блуес Банд те редом Ксцханге, Ел Дорадо, Јуст Тхе 4 Оф Ус, Чврсти момци, Ацоустиц Миррорс и Синг-Синг.
Пети меморијал се сели у Меесни дом "Јосип Јурај Строссмаиер". У 20 сати већ устаљени водитељски двојац Марио Јурковић и Томислав Голл најавили су почетак рок меморијала. Након уводног дела Жељка Парлова и женске воклане групе Ад Астра, концерт је отворио двојац Марио & Лана, а за њих су следили Синг-Синг, Славен Гојковић, Афтер Масс, Андреј и Крокодили, Јуст Тхе 4 Оф Ус с Дубравком Шефом Банд, Ренато Метесси и Звијезде, гитарска радионица Предрага Бобића, Хана Блажевић и Индиго 7, Ел Дорадо, Неверминдс и Чврсти момци

## Музички опус

### Аниматори

#### Студијски албуми
- 1983. "Анђели нас зову да им скинемо крила" (Југотон)
- 1984. "Сви момци и дјевојке" (Југотон)
- 1987. "Док лежим цијели дан у сјени" (Југотон)
- 1992. "Прољеће је закуцало / Духови из прошлости" (Орфеј)
- 1996. "Сањарица" (Цроатиа Рецордс)
- 1998. "К.Б. & Фудбалери" (Орфеј)

#### Уживо албуми
- 1999. "Има још пуно времена" (ХБ звук)"
- 2007. "Остат ће млад - Сјећање на Крешу Блажевића" (Даллас Рецордс)

#### Компилација
- 1995. "Реаниматори или ваше наше најдраже пјесме" (Цроатиа Рецордс)

#### Синглови
- 1982. "Мале цурице / Живјети мирно" (Југотон)
- 1983. "Анђели нас зову да им скинемо крила / Љето нам се вратило" (Југотон)
- 1984. "Као огледала / Остат ћу млад" (Југотон)
- 1987. "Бијег / Стави ме на конопац" (Југотон)
- 1988. "Док лежим цијели дан у сјени / Двије пијане будале" (Југотон)
- 1992. "Прољеће је закуцало / Духови прошлости" (Орфеј)

### Остало
- 2007. "3ЦД Бок Сет" (Цроатиа Рецордс)